# Palacio Ochagavía
El Palacio Ochagavía es un inmueble ubicado en Santiago de Chile en la alameda del Libertador Bernardo O'Higgins 1516, esquina calle San Ignacio.
Fue diseñado en 1906, por el arquitecto francés Eugenio Joannon por petición del empresario industrial y político Silvestre Ochagavía Echaurren. Es un edificio de dos pisos de estilo neoclásico francés, que contemplaba locales comerciales en el primer nivel y su residencia en el segundo nivel; su primer piso es una planta libre compuesta por arcos de medio punto, que soportan el segundo. Su distribución está diseñada de modo que todas las habitaciones den al exterior.